# Togbota
Togbota est l'un des huit arrondissements de la commune d'Adjohoun dans le département de l'Ouémé au Bénin.

## Géographie
L'arrondissement de Togbota est situé au sud-est du Bénin et compte 2 villages que sont Togbota-ague et Togbota-oudjra.

## Démographie
Selon le recensement de la population de 2013 conduit par l'Institut national de la statistique et de l'analyse économique (INSAE), Togbota compte 3374 habitants .